# Bortom ordning
Bortom ordning: 12 nya livsregler (engelska: Beyond Order: 12 More Rules for Life) är en självhjälpsbok av den kanadensiske psykologen Jordan Peterson. Den utgavs 2 mars 2021 och är en uppföljare till hans bok 12 livsregler: ett motgift mot kaos från 2018.

## Disposition
Bokens disposition, med originalspråkets kapitelrubriker inom parentes:
1. Racka inte utan vidare ned på sociala institutioner eller kreativa prestationer (Do not carelessly denigrate social institutions or creative achievement)
2. Föreställ dig vem du skulle kunna vara och sikta sedan målmedvetet på att bli det (Imagine who you could be and then aim single-mindedly at that)
3. Göm inte oönskade saker i dimman (Do not hide unwanted things in the fog)
4. Lägg märke till att möjligheterna lurar där ansvaret har övergetts (Notice that opportunity lurks where responsibility has been abdicated)
5. Gör inte det du hatar (Do not do what you hate)
6. Överge ideologi (Abandon ideology)
7. Arbeta så hårt du bara kan för att uppnå en sak och se vad som händer (Work as hard as you possibly can on at least one thing and see what happens)
8. Försök att göra ett rum i ditt hem så vackert som möjligt (Try to make one room in your home as beautiful as possible)
9. Om gamla minnen fortfarande gör dig upprörd, skriv ned dem noggrant och fullständigt (If old memories still upset you, write them down carefully and completely)
10. Planera och arbeta flitigt för att upprätthålla romantiken i ditt förhållande (Plan and work diligently to maintain the romance in your relationship)
11. Tillåt dig inte att bli förbittrad, svekfull eller arrogant (Do not allow yourself to become resentful, deceitful, or arrogant)
12. Var tacksam trots ditt lidande (Be grateful in spite of your suffering)